# Viaduc de Ventabren
Le viaduc de Ventabren est un pont ferroviaire situé à Ventabren, dans les Bouches-du-Rhône, en France, sur lequel passe la LGV Méditerranée.

## Caractéristiques
Avec 1 733 m, c'est le 10e pont de France par la longueur[réf. souhaitée].
Son coût de construction est estimé à 217 millions de francs.
Le viaduc surplombe l'autoroute A8, ainsi que la départementale 10.

## Construction
Pour ne pas bloquer la circulation sur l'autoroute et la départementale, les tabliers ont été construits parallèlement aux routes. Ces tabliers ont été pivotés à l'aide de grands filins métalliques. Pour chaque tablier, l'opération a duré 3 heures.
Lors de sa construction, durant l'été 1997, le viaduc sert de lieu de tournage à la course poursuite finale du film Taxi, censée se dérouler sur une autoroute en chantier.